# Neochromadora poecilosoma
Neochromadora poecilosoma är en rundmaskart som först beskrevs av De Man 1893.  Neochromadora poecilosoma ingår i släktet Neochromadora och familjen Chromadoridae. Arten är reproducerande i Sverige. Inga underarter finns listade i Catalogue of Life.